# Akulturacja

Cztery podstawowe formy akulturacji: 1 - segregacja, 2 - integracja, 3 - asymilacja, 4 - marginalizacja

Akulturacja – termin stosowany w naukach społecznych (m.in. antropologia, etnologia, pedagogika, psychologia, socjologia) oraz naukach o zarządzaniu (m.in. zarządzanie międzykulturowe, kultura organizacji) na określenie zjawisk zachodzących na styku kultur pomiędzy ludźmi (jednostkami i grupami).

## Akulturacja w naukach społecznych

### W antropologii
W antropologii akulturacja powiązana jest z takimi pojęciami jak wzór kultury, dyfuzja kulturowa. Pojęcie akulturacji - podobnie jak synkretyzm kulturowy – wynika z teorii dyfuzjonizmu. Akulturacja w antropologii to proces polegający na gwałtownym przeobrażaniu się jednej kultury pod wpływem innej kultury, a także pod wpływem zmienionych warunków społecznych i środowiskowych.

### W etnologii
Akulturacja to ogół zjawisk powstałych w wyniku bezpośredniego (np. między reprezentantami odmiennych kultur) lub pośredniego (np. za pośrednictwem przekazu mass-mediów) kontaktu dwóch grup kulturowych, prowadzący do zmian wzorów kulturowych jednej, drugiej lub obu kultur. Końcowym efektem tego procesu może być unifikacja wzorów kulturowych obu grup, bądź przejęcie wzorów jednej grupy przez drugą.

### W pedagogice
Akulturacja to mechanizm przejmowania kultury „obcej”, polegający na przyswajaniu przez
jedną grupę elementów kultury drugiej grupy za pomocą kontaktu społecznego. Te elementy kultury to na przykład: wartości, normy zachowania, sposoby myślenia. Akulturacja zachodzi między odrębnymi, ukształtowanymi w odmiennych warunkach systemami społeczno-kulturowymi i prowadzi najczęściej do zaniku wszystkich lub części elementów jednej kultury (mniejszościowej, nie-dominującej).
Adaptacja kulturowa w pedagogice dokonuje się na różnych poziomach:
- Anatomicznym: ochrona strukturalna i fizjologiczna organizmu przed wpływami środowiska (homeostaza fizjologiczna);
- Psychologicznym: zaspokajanie potrzeb emocjonalnych, radzenie sobie ze stresem za pomocą działania nieświadomych i automatycznych procesów psychologicznych (homeostaza psychologiczna);
- Społecznym: sprawne funkcjonowanie w środowisku społecznym, równowaga między wymaganiami życia i otoczenia codziennego a sposobem reagowania lub postępowania jednostki;
- Kulturowym: proces socjalizacji i wychowania traktowany jest jako wchodzenie w kulturę.

### W socjologii
Akulturacja powiązana jest z adaptacją społeczną. Jest to mechanizm umożliwiający regulację wzajemnych stosunków między poszczególnymi podmiotami życia społecznego (jednostki, grupy społeczne). Elementy systemu przekształcają się w taki sposób, aby przetrwał cały system, który przynajmniej w pewnym stopniu musi być i chce być zintegrowany. W takim ujęciu adaptacja jest warunkiem integracji odmiennych kulturowo grup z kulturą dominującą. Według socjologa Roberta K. Mertona, nieprawidłowości w procesie adaptacji wynikają najczęściej z nadmiernej sztywności i stabilności systemu w stosunku do zmian społecznych, co uruchamiać może różne strategie adaptacyjne.
W socjologii adaptacja kulturowa połączona jest z takimi pojęciami jak socjalizacja, podmiot socjalizacji, dyfuzja kulturowa, integracja społeczna, anomia (alienacja kulturowa), tożsamość społeczna.

### W psychologii ogólnej
W węższym rozumieniu: stopniowe nabywanie wzorców zachowań charakterystycznych dla otaczającej jednostkę kultury (względnie subkultury). W szerszym rozumieniu: przyjęcie bądź zasymilowanie elementów kulturowych pochodzących z innej kultury.
Przez akulturację rozumie się szczególnie proces rozwiązywania problemów związanych ze znalezieniem się w kulturze odmiennej od tej, w której nastąpiła pierwotnie enkulturacja.
W psychologii ogólnej, a także w psychologii osobowości, a także społecznej, akulturacja wiąże się z takimi pojęciami jak relacje międzygrupowe, wpływ społeczny, radzenie sobie ze stresem, tożsamość społeczna/kulturowa, adaptacja (przystosowanie się).

### W psychologii międzykulturowej
W psychologii międzykulturowej proces akulturacji połączony jest z takimi pojęciami jak: kultura, zmiana kulturowa, proces adaptacji (przystosowania się), proces radzenia sobie z różnicami kulturowymi, inność kulturowa, wartości kulturowe, tożsamość kulturowa, szok kulturowy, strategie adaptacji, etnocentryzm, stereotypy.

#### Enkulturacja
W psychologii międzykulturowej akulturacja powiązana jest z procesem enkulturacji. Enkulturacja to proces nabywania i przyswajania swojej kultury przez jednostkę i grupy. Badania psychologii międzykulturowej w tej dziedzinie analizują takie obszary jak wychowanie, relacje rodzice-dzieci, grupy rówieśnicze, system oświaty, instytucje religijne. Badana jest zmiana w tych obszarach w kontekście kształtowania kultury w jednostkach i grupach. W wyniku enkulturacji dzieci przyswajają sobie wartości, normy, sposoby i style zachowań, przyjęte w danej kulturze.

### W zarządzaniu międzykulturowym
Akulturacja powiązana jest z pojęciem kultury stanowiącej dynamiczny system. W dyskursie demotycznym (potocznym) kulturę określa się jako system dynamiczny, zmienny i polegający na nieustannym redefiniowaniu przez jednostki i grupy, które wchodzą w interakcje z ludźmi pochodzącymi z odmiennych środowisk bądź reagują na zmieniające się okoliczności. W odróżnieniu od dyskursu demotycznego, w dyskursie dominującym, kultura rozumiana jest jako specyficzna cecha jakiejś grupy. W tym rozumieniu, kultury można traktować jako niezmienne i odziedziczone cechy różnych grup narodowych, etnicznych, religijnych.
Pojęcie kultura ma też znaczenie dla akulturacji, gdy mówimy o kompetencjach międzykulturowych wspomagających proces akulturacji, a kształtowanych w procesie zarządzania międzykulturowego. Tu kultura rozumiana jest na 3 poziomach:
- Kultura jako „kultywacja” – pierwotnie ziemi, następnie umysłu, a ostatecznie całej złożonej cywilizacji ludzkiej.
- Kultura jako „czarna skrzynka” – mieści w sobie znaczenia, wartości, normy i „sposoby” (wzorce zachowań, artefakty) regularnie demonstrowane i stosowane przez jednostki ludzkie oraz grupy z nich złożone.
- Kultura jako działania podejmowane przez jednostki, grupy i społeczeństwa w celu nadania sensu otoczeniu oraz całość środków służących jednostkom do określania tych działań.

Najprościej, kultura rozumiana jest tu jako pewne uogólnienie sposobów wyróżniania się pewnych grup spośród innych grup.
W zetknięciu się z odmiennością kulturową, a zwłaszcza przy dłuższym pobycie w kręgu odmiennym kulturowo – wybierane są różne strategie akulturacyjne. Wybrana strategia jest wypadkową dwóch czynników: decyzji uchodźcy/imigranta oraz sposobu, w jaki reaguje na jego obecność otoczenie. Za każdą z czterech strategii akulturacyjnych (integracja, asymilacja, separacja i marginalizacja) kryją się przekonania migranta odnoście kultury ojczystej i kultury kraju przyjmującego. Z przyjęcia każdej z tych strategii wynikają dla jednostki konsekwencje psychologiczne i społeczne.

## Modele teoretyczne akulturacji

### Florian Znaniecki
Jednym z pierwszych badaczy zjawiska akulturacji był Polak Florian Znaniecki. Badał on imigrantów z Polski przybyłych do Stanów Zjednoczonych w pierwszej połowie XIX wieku. W swoich badaniach skupił się na charakterystyce procesów dezorganizacji społecznej, ale też przemian pozytywnych, jakie obserwował wśród osiedlających się emigrantów polskich w Stanach Zjednoczonych. Znaniecki był twórcą podejścia jakościowego opartego na koncepcji współczynnika humanistycznego. Zgodnie z nim, przedmiotem nauk o kulturze powinno być świadome, subiektywne odzwierciedlenie (np. źródłem danych empirycznych powinny być pamiętniki). We wspólnej z Williamem I. Thomasem wielotomowej pracy „Polski chłop w Europie i w Stanach" (1918-1920) źródłem danych empirycznych były listy pisane do kraju. 

### Colleen Ward
Nowozelandzka psycholożka międzykulturowa Coleen Ward przedstawiła model uporządkowania różnych nurtów badawczych związanych z akulturacją. Model ten zwany jest A-B-C psychologii akulturacji:
- A jak afekt: teorie stresu oraz radzenia sobie z trudnościami akulturacyjnymi. W tej grupie mieszczą się badania nad szokiem kulturowym i stresem akulturacyjnym. Badacze z tej grupy to m.in.: Lysgaard (1955), Oberg (1960), Lazarus i Folkman (1984), Furncham i Bochner (1986), Schmitz (1992, 1994).
- B: teorie uczenia się kulturowego. Badania z tego zakresu polegają na analizie procesów nabywania kompetencji koniecznych do funkcjonowania w nowej rzeczywistości. Badacze z tej grupy to m.in.: Furnham i Bochner (1982), Ward i Rana-Deuba (1999).
- C: teorie koncentrujące się na zagadnieniach dynamiki tożsamości u osób z doświadczeniem migracyjnym. Najbardziej znanym badaczem z tej grupy jest John Berry (1997, 2002, 2006).

### John Berry
Kanadyjski psycholog John Berry znany jest ze wprowadzenia najbardziej popularnego obecnie modelu akulturacji. Akulturacja psychologiczna według Berry’ego odnosi się do zmian w jednostce, która uczestniczy w sytuacji kontaktu kulturowego – jednostce, na którą bezpośrednio oddziałuje wpływ zewnętrznej kultury. Akulturacja psychologiczna odnosi się do zmiany w kulturze, której jednostka jest uczestnikiem.
Model akulturacji Berry’ego odnosi się zarówno do decyzji osoby będącej w procesie akulturacji (migranta), jak i grupy dominującej (społeczeństwa przyjmującego).

#### Strategie akulturacji na poziomie relacji międzygrupowych
- Wyłączanie – czystki etniczne
- Segregacja i gettoizacja
- Model republikański – tygiel etniczny
- Pluralizm i wielokulturowość

#### Strategie akulturacji na poziomie jednostek
- Marginalizacja
- Separacja
- Asymilacja
- Integracja